# Tropikal Forever
Tropikal Forever es un dúo de música alternativa, formado por Edson Gómez Guerrero y Álvaro LaMadrid Isoard "Wanatox". Realizan interpretaciones tropicales de canciones clásicas del rock.

## Historia
En 2007, tenían una banda en la que hacían sátira del reguetón, burlándose de este género musical, al mismo tiempo, tocaban covers de rock, en bares de la ciudad, al darse cuenta de que tenían que tocar música bailable, decidieron fusionar las canciones que les gustaban con un ritmo tropical.
Tienen presentaciones en clubes de varias ciudades del país, fueron invitados al Festival Vive Latino del 2012, en el cual tuvieron gran aceptación como banda nueva.

### Estilo
Su estilo es "tropicalizar" mediante covers de cumbia, salsa y norteño, canciones famosas de rock y pop internacional y clásico como: "I Was Made for Lovin' You" de Kiss, "The Final Countdown" de Europe, "The Look" de Roxette, entre otros. Ellos mismos dicen que entre sus influencias tienen a Chico Che, Junior's Klan, Los Vázquez, Banda Blanca, Alfredo "El Pulpo", Los Tucanes de Tijuana, Michael Jackson, Europe, Roxette, Toto, Michael Sembello, Kiss, Opus, Nirvana, The Beatles, entre otros.